# Stazione di Cunico-Scandeluzza
La stazione di Cunico-Scandeluzza è una fermata ferroviaria posta sulla linea Chivasso-Asti, il cui traffico risulta definitivamente sospeso dal 2011. Sita nel territorio comunale di Cunico, serviva anche il centro abitato di Scandeluzza, frazione di Montiglio Monferrato.

## Storia
L'impianto, in origine denominato Cunico-Colcavagno, venne attivato come stazione il 20 ottobre 1912 dalle Ferrovie dello Stato, contestualmente all'inaugurazione della linea.
Lontana dal fronte della prima guerra mondiale e poco interessata anche dalle vicende della seconda non costituendo obiettivo strategico primario, la stazione risentì di tali eventi solo per le conseguenti fluttuazioni della domanda di trasporto, iniziando nel secondo dopoguerra un periodo di costante calo dei proventi da traffico dovuto all'avvento della motorizzazione privata e a un orientamento comune non più favorevole al trasporto su ferro.
Sostituita da tempo la trazione a vapore grazie all'impiego di automotrici termiche, il traffico continuò a mantenersi a livelli insoddisfacenti e in luogo del potenziamento del servizio per conquistare nuove fasce di utenza nel 1986 la ferrovia venne inclusa in un elenco di "rami secchi" da sopprimere, salvandosi dai tagli alla rete operati in quel periodo previe alcune modifiche minori d'orario volte ad abbassare i costi di esercizio.

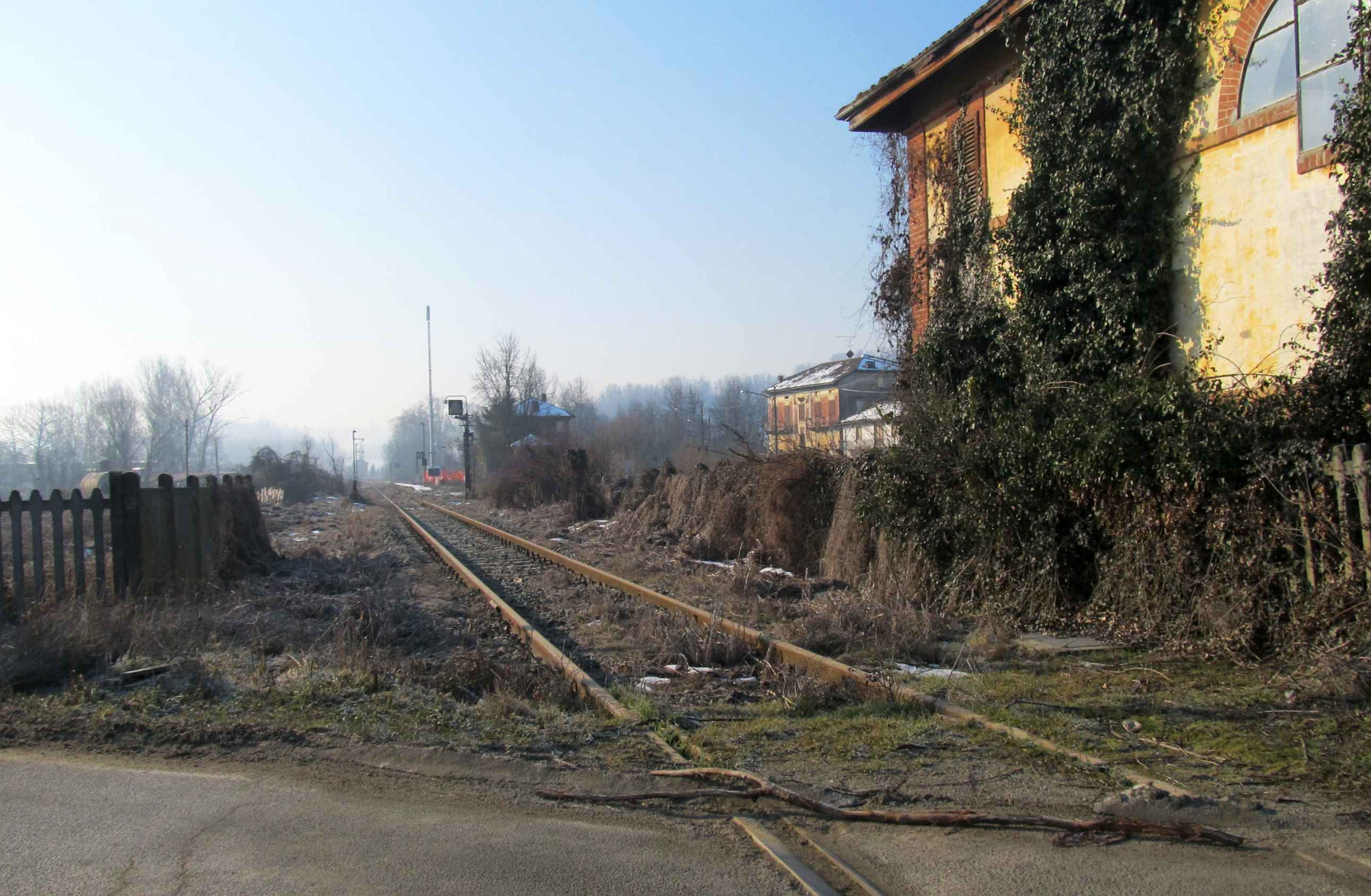
La fermata nel 2013, ormai abbandonata

Nonostante gli investimenti appena profusi, l'ipotesi del tagli di alcune linee fu nuovamente ventilata nel 1993 ma fu ben presto la natura a porre il primo serio ostacolo al proseguimento dell'esercizio: la linea subì infatti ingenti danni durante l'alluvione del fiume Po nel 1994, quando crollò quasi interamente il ponte su tale fiume. I lavori di ripristino comportarono dunque la ricostruzione del ponte sul Po; il 27 agosto 2000 fu inaugurata la riapertura dell'intera linea ferroviaria.
Nel 2001 la gestione della linea, e con essa quella della fermata di Cunico-Scandeluzza, passò alla neocostituita Rete Ferroviaria Italiana.
La pesante situazione economico-finanziaria della Regione Piemonte indusse la stessa a sospendere i contratti di servizio su numerose linee secondarie di propria competenza, portando nel settembre 2011 alla definitiva sospensione del servizio sulla Chivasso-Asti; terminato da tempo il servizio merci il contratto di servizio con Trenitalia per il trasporto passeggeri non venne dunque più rinnovato.

## Strutture e impianti
Realizzato inizialmente quale stazione dotata di scalo merci, nel 1988 l'impianto fu trasformato in fermata abilitata ai servizi viaggiatori e bagagli con le restrizioni previste per le case cantoniere.
All'inizio degli anni novanta l'intera rete secondaria piemontese fu oggetto di un profondo programma di rinnovamento che mirava a diminuire i costi di esercizio attraverso l'automazione e il telecomando degli impianti; chiusa nel 1991, la Asti-Chivasso fu dunque oggetto di lavori che comportarono l'eliminazione dei binari di incrocio di Cunico-Scandeluzza; la linea fu riaperta il 19 novembre 1992.